# Кукстаун
Ку́кстаун (англ. Cookstown, ирл. An Chorr Chríochach) — средний город района Кукстаун, столица района, находящийся в графстве Тирон Северной Ирландии.

## Демография
Кукстаун определяется Агентством статистики и исследований Северной Ирландии (NISRA) как средний таун (то есть как город с населением от 10000 до 18000 человек).